# Nyctemera negritorum
Nyctemera negritorum là một loài bướm đêm thuộc phân họ Arctiinae, họ Erebidae.